# Lunapark (film)
Lunapark (tytuł oryg. The Funhouse) – amerykański horror filmowy z 1981 roku, wyreżyserowany przez Tobe’a Hoopera do scenariusza Lawrence’a Blocka, opartego na powieści Deana R. Koontza pod tytułem Tunel Strachu, opublikowanej w roku 1980.
Wpisuje się w nurt popularnego w latach 80. podgatunku slasher.

## Obsada
- Elizabeth Berridge – Amy Harper
- Cooper Huckabee – Buzz Klemmet
- Largo Woodruff – Liz Duncan
- Miles Chapi – Richie Atterbury
- Jeanne Austin – pani Harper
- Jack McDermott – pan Harper
- Shawn Carson – Joey Harper
- Kevin Conway – Conrad Straker
- Sylvia Miles – Madame Zena
- William Finley – Marco Wspaniały
- Wayne Doba – Gunther Straker

## Fabuła
Filmem rządzą standardowe reguły slashera: fabuła skupia się na grupce nastolatków, wśród których wyróżnia się główna bohaterka Amy – niepozorna „final girl”. Opozycją do jej archetypu jest druga z dziewcząt, Liz, blondwłosa piękność, niestroniąca od używek. By dopełnić slasherowej tradycji, twórca osadził akcję utworu w odizolowanym miejscu – zamkniętym na noc lunaparku, gdzie bohaterowie są prześladowani i kolejno mordowani. Pojawia się również motyw kary: Amy, Liz, Buzz i Richie wiedzą, że przyjemności, którym się oddają, są niedopuszczalne, lecz jednocześnie chcą ich doświadczyć. W jednej ze scen Amy i Liz zostają ostrzeżone przez dziwaczną kobietę, która powtarza im, że „Bóg je obserwuje” (cytat „God is watching you!”).
Nastoletnia Amy Harper umawia się na pierwszą randkę z chłopakiem, Buzzem. Wbrew ostrzeżeniom ojca Amy, para, wraz z przyjaciółmi – Liz i Richiem, rusza do lunaparku, by spędzić wieczór na beztroskiej zabawie. Po wypaleniu marihuany i uczestnictwie w kilku atrakcjach zorganizowanych przez właścicieli Wesołego Miasteczka, młodzi decydują się spędzić tu całą noc. Nikt nie zwraca uwagi na fakt, że jakiś czas temu na miejscu zdarzeń znaleziono zwłoki dwóch młodych skautek.
Po zamknięciu jednego z upiornych domów, Amy i Buzz oraz Liz i Richie uprawiają w nim seks. Następnie są świadkami morderstwa na poznanej wcześniej wróżbitce, Madame Zenie. Przyjaciele usiłują uciec z budynku, lecz drzwi frontowe są zamknięte. Właściciel lunaparku okazuje się być ojcem mordercy, a on sam – zdeformowanym genetycznie, opóźnionym w rozwoju mężczyzną, imieniem Gunther. Bohaterowie przyglądają się z ukrycia rozmowie Gunthera z ojcem, lecz po upuszczeniu przez Richiego zapalniczki zostają odkryci. Rozpoczynają się bezskuteczne próby znalezienia wyjścia z upiornego domu, lecz wkrótce jako pierwszy ginie Richie. Liz zostaje schwytana przez Gunthera, wpadając przez drzwi w podłodze do piwnicy. Dziewczyna stara się zwieść mordercę, oferując mu seks, lecz gdy dźga go nieoczekiwanie nożem w plecy, ten zabija i ją.
Okazuje się, że Gunther i jego ojciec Conrad są beznamiętnymi psychopatami, a ich chorobę ukształtowały zawiłe powiązania rodzinne. Conrad, próbując zastrzelić Amy, ginie z rąk Buzza, lecz wkrótce bohater zostaje zabity przez pojawiającego się niepostrzeżenie Gunthera. Uciekając przed Guntherem, Amy odnajduje zwłoki Liz. Dziewczyna trafia do pomieszczenia, w którym znajduje się maszyneria hydrauliczna i ogromne zębatki, zasilające wyposażenie lunaparku. Po odnalezieniu kryjówki swojej ofiary, Gunther próbuje zabić ją łomem, lecz w starciu z dziewczyną trafia na bezpiecznik elektryczny, który paraliżuje go prądem. Obracający się dookoła łańcuch zwieńczony ostrym hakiem, nadziewa na siebie Gunthera i kieruje go ku dwóm głównym kołom zębatym. Gunther chwyta Amy i usiłuje pociągnąć ją za sobą. W ostatniej chwili dziewczynie udaje się wydostać z jego uścisku.
Ostatnia scena ukazuje Amy o świcie, opuszczającą otwarty ponownie upiorny dom.

## Nawiązania
W filmie pojawiają się nawiązania do innych horrorów:
- Halloween (1978) – w scenie otwierającej film kilkuletni brat głównej bohaterki nakłada na twarz maskę, a kamera z tej perspektywy wodzi przed siebie, zupełnie jak w klasyku Johna Carpentera.
- Psychoza (Psycho, 1960) – również w pierwszej scenie kamera ukazuje główną bohaterkę biorącą prysznic oraz skradającą się za nią postać z nożem w dłoni, niewidoczną za prysznicową kotarą.
- Narzeczona Frankensteina (The Bride of Frankenstein, 1935) – w jednej ze scen państwo Harper, rodzice Amy, oglądają fragment filmu.

## Wydanie filmu
Światowa premiera projektu miała miejsce 13 marca 1981 w Stanach Zjednoczonych. W pierwszy weekend wyświetlania filmu zainkasował on 2,765,456 dolarów amerykańskich (przy seansach w ośmiuset czternastu kinach), a w sumie zarobił niewiele ponad pięć milionów USD więcej (dokł. 7,886,857). Krytyk filmowy Gene Siskel, współpracujący z dziennikiem Chicago Sun-Times, polubił Lunapark i wydał mu pozytywną recenzję.
Ścieżka dźwiękowa autorstwa Johna Beala spotkała się z uznaniem krytyki i do dziś pozostaje obiektem zainteresowania wśród kolekcjonerów kompaktów z muzyką filmową.

## Remake
Eli Roth, twórca kontrowersyjnego horroru Hostel (2006), zapowiedział chęć nakręcenia remake’u filmu. Bliższe informacje dotyczące projektu nie są znane, na razie pewne jest, że Roth negocjuje warunki powstania filmu ze studiem Universal Pictures. O swoich planach reżyser opowiedział w wywiadzie dla magazynu Fangoria.